# Cratere Patimat
Patimat  è un cratere sulla superficie di Venere.